# Kazuma Masahiro
Masahiro Kazuma (sinh ngày 22 tháng 6 năm 1982) là một cầu thủ bóng đá người Nhật Bản.

## Sự nghiệp câu lạc bộ
Masahiro Kazuma đã từng chơi cho Yokohama F. Marinos, Vegalta Sendai và Japan Soccer College.